# Espacio de libertad, seguridad y justicia de la Unión Europea

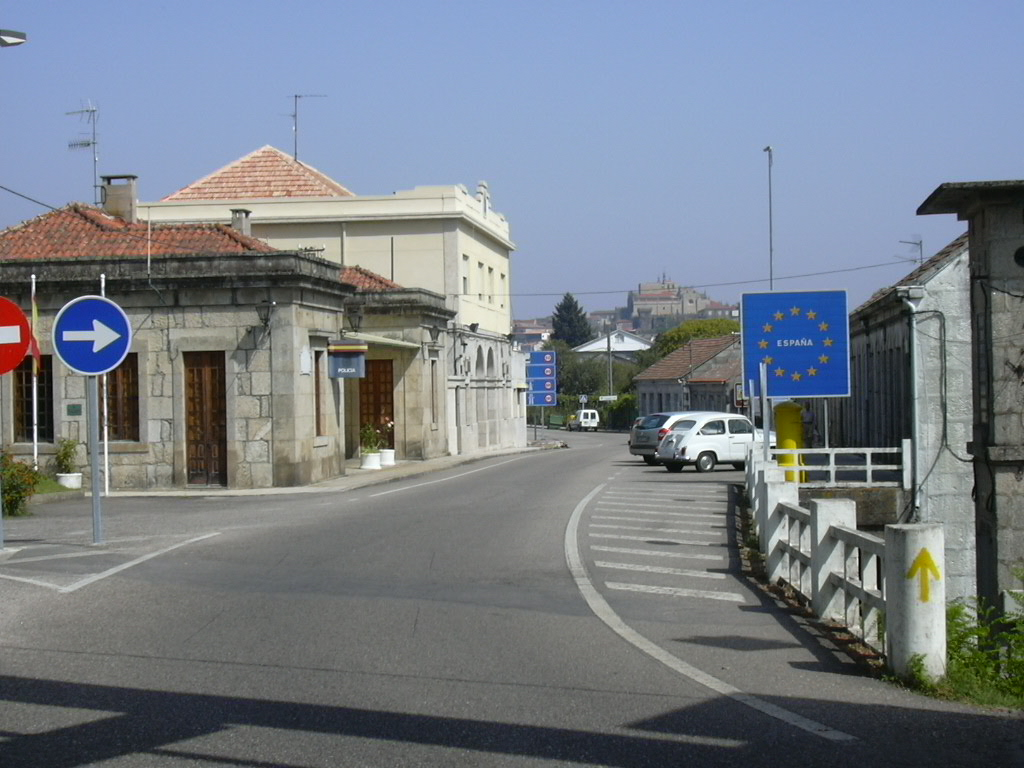
Frontera de Tuy entre España y Portugal.

El espacio de libertad, seguridad y justicia (ELSJ) es el nombre con el que se designa un conjunto de políticas y actuaciones que la administración gubernamental de la Unión Europea despliega para garantizar su seguridad, esencialmente dentro pero también fuera de sus fronteras, para lograr el objetivo de crear un área única entre sus Estados miembros donde se alcance un alto grado de cooperación y coordinación política, policial y judicial a nivel comunitario que facilite la seguridad interior, una justicia eficaz y una fuerte protección de las libertades públicas para sus ciudadanos.
El Tratado de Lisboa introduce cambios importantes en las actuales normas europeas sobre libertad, seguridad y justicia y facilita una actuación más amplia, legítima, eficaz, transparente y democrática de la UE en este campo. Antes de su entrada en vigor, las decisiones importantes en esta materia tenían que adoptarse por unanimidad en el Consejo, mientras que al Parlamento y al Tribunal de Justicia Europeos les correspondía un papel menor. La actuación de la Unión Europea con respecto a la cooperación policial y judicial en asuntos penales se ve facilitada al suprimirse la distinción entre diferentes ámbitos políticos (los denominados «pilares») que antes caracterizaba a la estructura institucional.
No obstante, los Estados tienen la posibilidad de emprender iniciativas legislativas sobre cooperación policial operativa, justicia penal y cooperación administrativa (siempre que cuenten con el respaldo de una cuarta parte del total de países). La Comisión Europea asume el papel como guardiana de los Tratados y como garante, con permiso del Tribunal de Justicia Europeo, de la correcta aplicación de todas las decisiones. Los Parlamentos nacionales participan de manera más activa en el examen y la elaboración de dictámenes sobre temas de justicia, libertad y seguridad.

## Historia

### TREVI
En 1976 ya se empieza a abordar el tema creando grupos de trabajo denominados grupos Trevi, centrados especialmente en el terrorismo y en los problemas de organización y formación de las autoridades policiales. La cooperación policial en la Unión Europea, se hace necesaria cuando en 1986 se proclama la libre circulación de las personas y los Estados miembros ven preciso salvaguardar la seguridad de los ciudadanos europeos y combatir la internacionalización de la delincuencia organizada. En junio de 1985, Francia, Alemania, Bélgica, Luxemburgo y los Países Bajos deciden crear entre ellos un territorio sin frontera conocido como el espacio Schengen (por la ciudad luxemburguesa donde se firmó este primer acuerdo). Esta iniciativa va a derivar en un concepto más amplio: el Acuerdo de Schengen de 1990, que entrará en vigor en 1995, en el cual se establece la supresión de controles fronterizos entre los Estados miembros, reforzando las medidas de control en la frontera exterior común. Ambas resoluciones se conocen conjuntamente con el nombre de Acervo Schengen.

### Justicia y Asuntos de Interior (JAI)
Creado según los fundamentos de la red intergubernamental TREVI, fue denominado inicialmente por el Tratado de Maastricht como Justicia y Asuntos de Interior (JAI). A partir del año 1992 "Justicia y Asuntos de Interior" tiene la misión de reforzar las medidas adoptadas por los Estados miembros al mismo tiempo que permite un enfoque más coherente de estas acciones, ofreciendo nuevas herramientas para la coordinación de las acciones a desarrollar. En el artículo K del Tratado de Maastricht (1992), se menciona la cooperación policial y aduanera haciendo alusión a un “interés común” del establecimiento de dicha cooperación en la Unión Europea. El tratado de Maastricht estableció que, en la investigación de los objetivos comunitarios de la Unión, y en particular con la libertad de circulación, los Estados miembros tenían que tener las siguientes áreas de interés común: 
1. Asilo
2. Normas relativas a la entrada desde las fronteras exteriores
3. Las políticas de inmigración y las políticas relativas a los ciudadanos de terceros países: 
  - Las condiciones de entrada y circulación de los ciudadanos extranjeros en el territorio de la Unión
  - Las condiciones de residencia de los ciudadanos extranjeros en el territorio de los Estados miembros, integrada por las familias y el acceso al trabajo
  - Lucha contra la inmigración irregular, así como la residencia y el trabajo de los extranjeros en el territorio de la Unión
4. La lucha contra las drogas ilícitas que no está cubierta por los puntos 7), 8) y 9)
5. Lucha contra el fraude internacional que no está cubierta por los puntos 7), 8) y 9)
6. La cooperación judicial en materia civil
7. La cooperación judicial en materia penal
8. Cooperación aduanera
9. Cooperación de la Policía para la prevención y la lucha contra el terrorismo, narcotráfico y otras formas graves de delincuencia internacional, que comprende, si es necesario, algunos aspectos de la cooperación aduanera.

### Cooperación policial y judicial en materia penal (CPJ)
El tercer pilar adaptó el nombre actual mediante la firma del Tratado de Ámsterdam en 1997. Sabiendo que era necesaria una mayor implicación en el tema por parte de los Estados miembros, se elabora un Plan de Acción (Viena, diciembre de 1998) con la finalidad de aplicar de la mejor manera posible las disposiciones establecidas en el Tratado de Ámsterdam. Con este plan de acción se crea un gran número de medidas relativas a la cooperación policial y aduanera. Asimismo, por este tratado la Unión Europea consiguió la transferencia de las materias de inmigración, visados y asilo político, que junto con la cooperación judicial, cooperación aduanera y la cooperación en la libre circulación y seguridad personal ya adquiridos antes del tratado de Maastricht conforman el tercer pilar intergubernamental de la UE. Posteriormente, en el Tratado de Ámsterdam (1999) se amplía este concepto y con ello se refuerza el marco institucional. En los meses posteriores a la entrada en vigor del Tratado de Ámsterdam tiene lugar la celebración del Consejo Europeo de Tampere (octubre de 1999). En dicha reunión, los Estados miembros se comprometen a crear un espacio de libertad, seguridad y justicia en la Unión Europea.
De estos puntos surgieron tres organismos que forman parte de la Unión Europea:
- Europol
- Eurojust
- Escuela Europea de Policía (CEPOL)

El G6 son el seis mayores Estados miembros de la Unión Europea (Alemania, Francia, Reino Unido, Italia, España y Polonia) que, en virtud de la votación por mayoría cualificada, mantiene el bloque más grande de votos en esta área. Como las competencias son en gran parte intergubernamentales, hay poca mediación supranacional por parte de la Comisión Europea, que permite a los seis estados tener un alto grado de control en el Consejo.

### Tratado de Lisboa
Sus estructuras se integraron en 2009 en el nuevo Espacio de libertad, seguridad y justicia de la Unión Europea.

## Derechos fundamentales, ciudadanía y sistema judicial
- Libre circulación de personas
  - Espacio Schengen
- Derechos de ciudadanía europea
- Sistema judicial/legal y de asistencia jurídica al ciudadano: Portal Europeo e-Justice

## Cooperación judicial y policial
Con el objetivo de lograr dicha cooperación policial, se han creado diferentes organismos internacionales para prevenir infracciones y peligros para el orden público.

### Cooperación judicial civil
Se basa en el reconocimiento mutuo de resoluciones judiciales y extrajudiciales y en medidas de aproximación de las disposiciones legales y reglamentarias de los Estados miembros. Se incluyen normas sobre derecho de familia y protección de los intereses financieros de la Unión.

### Cooperación judicial penal
A partir de la acción común del 29 de noviembre de 1996 adoptada por el Consejo sobre la base del artículo K.3 del Tratado de Maastricht, se establece un programa de fomento de iniciativas coordinadas relativas a la lucha contra la trata de seres humanos y la explotación sexual de los niños, el cual se va a ver ampliado por el programa Stop II.
La segunda parte del programa se crea con el fin de garantizar la continuidad del programa Stop, por la Decisión del Consejo de 28 de junio de 2001. En esta Decisión se establece que dicho programa está destinado a cofinanciar los proyectos presentados por toda institución, asociación y organismo privado o público de los Estados miembros, que desarrolla una actividad de asistencia a las víctimas o lucha contra el tráfico ilícito.

#### Eurojust
La Agencia de la Unión Europea para la Cooperación Judicial Penal (Eurojust) se encarga del refuerzo de la cooperación judicial en materia penal entre los Estados miembros, mediante la adopción de medidas estructurales que hagan que haya una estrecha coordinación de las investigaciones y las actuaciones judiciales que cubren el territorio de más de un Estado miembro.

### Cooperación policial
A partir de la Acción común 97/12/JAI de 20 de diciembre de 1996 se crea dicho programa con el fin de prevenir, detectar y combatir el terrorismo y la delincuencia mejorando la cooperación entre las autoridades policiales y aduaneras. Esta primera iniciativa se ve ampliada por el programa OISIN II, cuyo objetivo consiste en fomentar el conocimiento de los métodos de trabajo y los problemas de los distintos servicios represivos de los países miembros. 
El programa OISIN II se sustituyó por el programa AGIS, creado por la Decisión del Consejo de 22 de julio de 2002 con el objetivo de fomentar la cooperación policial y judicial en materia penal y para apoyar los esfuerzos de los profesionales para desarrollar la política europea en este ámbito.

#### Europol
La Oficina Europea de Policía (oficialmente, Agencia de la Unión Europea para la Cooperación Policial), más conocida por el acrónimo Europol, es la agencia encargada de planificar y coordinar las investigaciones y operaciones contra organizaciones criminales y terroristas en la Unión Europea, en colaboración con las autoridades estatales. Esta agencia institucionaliza la cooperación policial y judicial, entre cuyas premisas se encuentra la apertura de las fronteras nacionales como consecuencia directa de la libre circulación de personas y el avance de la integración europea. Depende directamente del comisario europeo de Asuntos de Interior y está adscrita a la Dirección General de Migración y Asuntos de Interior de la Comisión.
La realidad de esta acción común ha dado su fruto con la creación de un Sistema de Información Schengen, ya que facilita el intercambio de información entre las distintas policías nacionales de los Estados miembros bajo el control de una oficina nacional, Sirene, que controla la validez de la información transmitida.
Europol se encuentra con múltiples trabas a la hora de llevar a cabo su actuación diaria, ya que los Estados son muy reacios a compartir información. Es por ello, que esta institución no lleva a cabo su labor con total objetividad.

#### CEPOL
La Agencia de la Unión Europea para la Formación Policial, conocida como Escuela Europea de Policía (CEPOL, del francés Collège Européen de Police), es la encargada de gestionar una red de cooperación académica policial integrada por los centros nacionales de formación de los cuerpos de policía de los Estados de la Unión Europea. Su objetivo es armonizar, desarrollar y divulgar actuales y nuevos conocimientos sobre formación policial en la Unión, mediante cursos, seminarios e intercambios de policías entre los Estados miembros. 
Depende del comisario europeo de Asuntos de Interior y está adscrita a la Dirección General de Migración y Asuntos de Interior de la Comisión, estando su sede en la ciudad de Budapest,  Hungría.

## Asilo e inmigración

### Cooperación en inmigración y asilo
La libre circulación de personas, la inmigración y el asilo forman parte de los aspectos principales del espacio de libertad, seguridad y justicia de la Unión Europea.
La libertad de circulación es un derecho fundamental que asiste a los ciudadanos de la UE en virtud de los Tratados constitutivos. Se expresa por medio del espacio de libertad, seguridad y justicia exento de fronteras desde el punto al interior de la Unión. La supresión de las fronteras internas conlleva un refuerzo en la gestión de las fronteras exteriores de la Unión (con Frontex por ejemplo), así como la regularización de la entrada y la residencia de personas procedentes de países extracomunitarios por medio de medidas como la política común de asilo e inmigración, Así, el Pacto Europeo sobre Inmigración y Asilo constituye la base de las políticas de inmigración y asilo comunes para la Unión y sus Estados miembros.
Irlanda tiene cláusulas de exclusión a las políticas europeas en materia de asilo, visas e inmigración. El Tratado de Lisboa les otorga derecho de excepción en lo referente a justicia y asuntos internos.
Por otra parte, un informe preparado en 2006 por el Comité Económico y Social Europeo y por la Comisión Europea dice que, como los ciudadanos de la UE tienen menos hijos y viven más tiempo, la población de la UE en edad laboral disminuiría en 16% entre 2004 y 2050. Lo que significa que la UE tendrá solo dos personas en edad laboral por cada persona mayor en lugar de las cuatro de ahora. El estudio dijo que el mayor gasto previsto ponía en duda el sostenimiento de los sistemas de pensiones. La inmigración ayudaría solo en forma parcial a resolver estos problemas, decía el reporte.
La crisis inmigratoria en Europa se agudizó en 2015, por el incremento del flujo de refugiados, solicitantes de asilo, emigrantes económicos y otros migrantes, que en conjunto comparten las vías de desplazamiento irregular hacia países europeos. Se trata de la mayor crisis migratoria y humanitaria en Europa, después de la Segunda Guerra Mundial.
Para hacer frente  a la situación, personalidades como el político José Manuel García-Margallo han considerado como imperativo llevar a cabo una refundación de la Unión Europea.
Frontex
La Agencia Europea de la Guardia de Fronteras y Costas (también conocida como Frontex, acrónimo de «Fronteras Exteriores») es la agencia de la Unión Europea encargada de la vigilancia y protección de las fronteras exteriores de la Unión y del espacio Schengen, siendo de facto la guardia costera y fronteriza de la UE. Además colabora y coordina la acción fronteriza de la UE gracias a un sistema de gestión y control fronterizo, formada por la propia Frontex y las autoridades nacionales encargadas de la gestión de las fronteras, incluidas las guardias costeras.
Frontex se creó en 2004. En 2016, el órgano se modernizó para convertirse en la Agencia Europea de la Guardia de Fronteras y Costas, y se ampliaron sus competencias. La agencia renovada comenzó a funcionar oficialmente el 6 de octubre de 2016 en el punto de control fronterizo Kapitan Andreevo (entre Bulgaria y Turquía).
La agencia tiene como objetivos primordiales introducir normas comunes para la gestión de las fronteras exteriores y extremar la vigilancia sobre las mismas. Para ello, realiza análisis periódicos de riesgos y acomete evaluaciones de vulnerabilidad obligatorias con el fin de identificar y corregir los puntos flacos del sistema. Además, envía a los Estados miembros cuyas fronteras exteriores se encuentren en peligro agentes de enlace con la potestad de acceder a los sistemas nacionales de información pertinentes. A fin de que este organismo pueda desempeñar sus tareas, se prevé un incremento gradual de su presupuesto. De este modo, los 143 millones de euros inicialmente previstos para 2015 pasaron a 238 millones de euros en 2016; 281 millones, en 2017 y previsiones de 322 millones de euros para 2020. También aumentará, de manera gradual, el personal de la Agencia, que pasará de los 402 trabajadores de 2016 a los 1000 estimados para 2020.
| Estado          | Guardia fronteriza                                   |
| --------------- | ---------------------------------------------------- |
| Alemania        | Policía Federal                                      |
| Austria         | Policía Federal                                      |
| Bélgica         | Policía Federal                                      |
| Bulgaria        | Policía de Fronteras                                 |
| Chipre          | Policía                                              |
| Dinamarca       | Policía                                              |
| Eslovaquia      | Oficina de la Policía de Fronteras y de Extranjería  |
| Eslovenia       | Policía                                              |
| España          | Guardia Civil, Vigilancia Aduanera, Policía Nacional |
| Estonia         | Policía y Guardia de Fronteras                       |
| Finlandia       | Guardia de Fronteras                                 |
| Francia         | Policía Nacional                                     |
| Grecia          | Policía, Guardacostas de Grecia                      |
| Hungría         | Policía                                              |
| Islandia        | Guardia Costera                                      |
| Italia          | Guardia Costiera, Guardia di Finanza                 |
| Letonia         | Guardia Estatal de Fronteras                         |
| Lituania        | Servicio Estatal de Guardia Fronteriza               |
| Luxemburgo      | Policía                                              |
| Malta           | Servicio de control de fronteras                     |
| Noruega         | Policía                                              |
| Países Bajos    | Real Policía Militar                                 |
| Polonia         | Guardias fronteras                                   |
| Portugal        | Servicio Exterior y fronteras                        |
| República Checa | Servicio de Policía de Fronteras y Extranjeros       |
| Rumania         | Policía de Fronteras                                 |
| Suecia          | Guardia Costera                                      |
| Suiza           | Guardia Fronteriza                                   |

## Lucha contra el crimen
El Programa específico de prevención y lucha contra la delincuencia (2007–2013) sustituye al programa AGIS y va a ofrecer a los ciudadanos de la Unión Europea un alto grado de seguridad dentro de un espacio de libertad, seguridad y justicia. Pretende promover y desarrollar las mejores prácticas en materia de protección de testigos, en materia de protección de las víctimas del delito así como garantizar el orden público.
El presupuesto de dicho programa para el año 2007 – 2013 asciende a 602,6 millones de euros.

### Terrorismo
En la dimensión exterior de esta política encontramos los Acuerdos SWIFT entre la Unióm Europea y los Estados Unidos relativos a la transferencia de datos de los ciudadanos.